# Jackson County, Colorado
Jackson County är ett administrativt område i delstaten Colorado, USA, med 1 394 invånare. Den administrativa huvudorten (county seat) är Walden.  
Countyt har fått sitt namn efter Andrew Jackson, USA:s sjunde president 1829-1837.

## Geografi
Enligt United States Census Bureau har countyt en total area på 4 198 km². 4 178 km² av den arean är land och 20 km² är vatten.

### Angränsande countyn
- Albany County, Wyoming - nordöst
- Larimer County, Colorado - öst
- Grand County, Colorado - sydöst
- Routt County, Colorado - väst
- Carbon County, Wyoming - nordväst